# Robert R. Livingston (politik)
Robert Robert Livingston (27. listopadu [podle juliánského kalendáře: 16. listopadu] 1746, New York – 26. února 1813, Clermont, stát New York) byl americký právník, politik, diplomat a jedním z otců zakladatelů Spojených států. Byl známý jako „Kancléř“ (Chancellor), neboť zastával 25 let vysokou funkci v soudním systému státu New York. Spolu s Thomasem Jeffersonem, Benjaminem Franklinem, Johnem Adamsem a Rogerem Shermanem byl členem Výboru pěti (Committee of Five), který na druhém kontinentálním kongresu vypracoval návrh Deklarace nezávislosti. Do jeho rukou skládal přísahu George Washington, když se ujímal prezidentského úřadu v roce 1789.

## Životopis
Livingston byl nejstarším synem soudce Roberta Livingstona (1718–1775) a Margaret (rozená Beekman) Livingston, jejichž svazkem se spojily dvě bohaté rodiny v údolí řeky Hudson. Měl devět bratrů a sester, z nichž všichni se s rodinami usadili u řeky Hudson, poblíž rodinného sídla Clermont Manor. Jeho mladší bratr, Edward Livingston (1764–1836), se stal ministrem USA ve Francii. Jeho sestra, Gertrude Livingston (1757–1833), si vzala guvernéra New Yorku Morgana Lewise (1754–1844). S jeho sestrou Janet Livingston se oženil Richard Montgomery (1738–1775). Sestru Alidu Livingston (1761–1822) si vzal John Armstrong junior (1758–1843) (který byl jeho následníkem ve funkci ministra USA ve Francii). Manželem jeho sestry, Joanny Livingston (1759–1827), se stal významný newyorský politik Peter R. Livingston (1766–1847). Jeho prarodiči z otcovy strany byli Robert Livingston (1688–1775) z Clermontu a Margaret Howarden (1693–1758). Jeho dědem z matčiny strany byl Robert Livingston starší (13. prosince 1654 – 1. října 1728), který byl koloniálním úředníkem, obchodníkem s kožešinami a podnikatelem. Byl mu udělen dekret na 160.000 akrů (650 km²) na území podél řeky Hudson a stal se tak prvním pánem na panství Livingston Manor. Jeho ženou byla Alida (rozená Schuyler) Van Rensselaer Livingston, dcera Philipa Pieterse Schuylera (1628–1683). Jeho prastrýcem byl Philip Livingston (1686–1749), 2. Lord of Livingston Manor. Livingston, člen velké a prominentní rodiny, byl známý tím, že se neustále hádal se svými příbuznými.

### Kariéra
V říjnu 1773 byl Livingston jmenován státním úředníkem v New Yorku. Brzy poté se sblížil s antikoloniální stranou Whigů a byl proto o několik měsíců později nahrazen Johnem Wattsem juniorem. Dne 30. července 1777 se Livingston se stal prvním kancléřem státu New Yorku, což byla funkce nejvyššího soudního úředníka ve státě. Souběžně sloužil od roku 1781 do roku 1783 jako první ministr zahraničních věcí Spojených států.
Do Livingstonových rukou složil prezidentskou přísahu George Washington při své první inauguraci 30. dubna 1789 ve Federal Hall v New Yorku, který byl tehdy federálním hlavním městem.
V roce 1789 se Livingston se připojil k Jeffersonovým republikánům, straně později známé jako Demokraticky-republikánská strana. Vznikla tak poměrně křehká aliance s jeho soupeřem Georgem Clintonem a Aaronem Burrem, politickým nováčkem. Livingston se postavil proti smlouvě označované jako Jay Treaty, Jayova smlouva, a proti dalším iniciativám federalistické strany, kterou založili a vedli jeho bývalí kolegové Alexander Hamilton a John Jay. Livingston kandidoval na funkci guvernéra New Yorku jako demokratický republikán, čímž neúspěšně napadal úřadujícího guvernéra Johna Jaye ve volbách roku 1798.
Funkci kancléře zastával téměř 24 let. Úřad opustil 30. června 1801. Během těch let se stal všeobecně známým jako „kancléř“, a dokonce i po odchodu z funkce byl po celý zbytek života s úctou oslovován jako „kancléř Livingston“.

### Deklarace nezávislosti
Dne 11. června 1776 byl Livingston jmenován do výboru druhého kontinentálního kongresu, známého jako Výbor pěti (Committee of Five), který dostal za úkol vypracovat Deklaraci nezávislosti Spojených států. Výbor se skládal z Livingstona, Johna Adamse, Benjamina Franklina, Thomase Jeffersona a Rogera Shermana.
Poté, co stanovil obecný obrys dokumentu, výbor rozhodl, že Jefferson napíše první návrh. Výbor přezkoumal Jeffersonův návrh a provedl rozsáhlé změny, než 28. června 1776 předložil Jeffersonův revidovaný návrh Kongresu.
Než mohl podepsat konečnou verzi Deklarace, byl Livingston odvolán svým státem. Poslal však svého bratrance Philipa Livingstona, aby dokument podepsal místo něj. Další bratranec William Livingston pokračoval v politickém působení podpisem ústavy Spojených států.

### Ministrem USA ve Francii
Poté, co byl Thomas Jefferson zvolen prezidentem Spojených států, 4. března 1801, jmenoval Livingstona americkým ministrem ve Francii. Jako ministr sloužil Livingston ve Francii do roku 1804. Během té doby sjednal koupi obrovského území, tehdy známého jako francouzská kolonie Louisiana, v transakci zvané Koupě Louisiany (anglicky: the Louisiana Purchase). Dnešní americký stát Louisiana leží na malinkém zlomku území tehdejší francouzské Louisiany. Po podpisu kupní smlouvy v roce 1803 Livingston učinil toto nezapomenutelné prohlášení:
Žili jsme dlouho, ale toto je nejušlechtilejší dílo celého našeho života... Spojené státy se tímto dnem řadí mezi první mocnosti světa.
Během svého působení ve Francii se Livingston setkal s Robertem Fultonem, s nímž spolupracoval na vynálezu prvního životaschopného parníku, parníku North River Steamboat, jehož domovský přístav byl v rodném domě Livingstona v Clermont Manor ve městě Clermont v New Yorku. Parník byl dokončen v roce 1807, na své první plavbě opustil New York City s ním jako cestujícím, krátce se zastavil v Clermont Manor a pokračoval k Albany po řece Hudson. Plavba trvala necelých 60 hodin, plachetnicí plavba dříve trvala téměř týden. V roce 1811 se Fulton a Livingston stali členy komise Erie Canal Commission. Komise měla za úkol prozkoumat trasy pro kanál k jezeru Erie.

## Osobní život
Dne 9. září 1770 si Livingston vzal Mary Stevens (1751–1814), dceru kontinentálního kongresmana Johna Stevense, jež byla sestrou vynálezce Johna Stevense III. Pro sebe a svou manželku postavil dům jižně od Clermontu a nazval jej Belvedere. Dům byl spálen spolu s městem Clermont v roce 1777 britskou armádou, vedenou generálem Johnem Burgoynem. V roce 1794 vystavěl nový dům, ten nazval New Clermont. Později dům přejmenoval na Arryl House, což je fonetické hláskování jeho iniciál „RRL“. Dům byl považován za „nejkomplexnější domov v Americe“ a obsahoval knihovnu čítající čtyři tisíce svazků.
Livingston byl zednář a v roce 1784 byl jmenován prvním velmistrem Grand Lodge v New Yorku, kterýžto titul si ponechal až do roku 1801. Knihovna této lóže na Manhattanu nese jeho jméno. Livingstonova bible, na kterou skládal prezidentský slib George Washington, je ve vlastnictví lóže St. John's Lodge No. 1, a je dodnes používána při přísaze nového velmistra.
Dne 4. července 1786 byl jedním z druhé skupiny osob, vybraných jako čestní členové Society of the Cincinnati v New Yorku. Spolu s ním byli vybráni vrchní soudce Richard Morris, soudce James Duane, kongresman William Duer a soudce John Sloss Hobart.
Robert a Mary Livingstonovi byli rodiči těchto dětí:
- Margaret Livingston (1808–1874), manželka Davida Augusta Clarksona (1793–1850)[15]
- Elizabeth Livingston (1813–1896), manželka Edwarda Huntera Ludlowa (1810–1884)[16]
- Clermont Livingston (1817–1895), vzal si Cornelii Livingston (1824–1851)[11]
- Robert Edward Livingston (1820–1889), vzal si Susan Marii Clarkson de Peyster (1823–1910)[17][18]